# 楠塞勒拉库尔
楠塞勒拉库尔（法語：Nampcelles-la-Cour，法語發音：[nɑ̃sɛl la kuʁ]）是法国上法蘭西大區埃纳省的一个市镇，属于韦尔万区。

## 地理
楠塞勒拉库尔（49°46'42"N, 4°0'11"E）面积10.89 平方千米，位于法国上法蘭西大區埃纳省，该省份为法国北部内陆省份，北起北部省，西接索姆省和瓦兹省，东临阿登省和马恩省，西南至塞纳-马恩省，东北部与比利时接壤。
与楠塞勒拉库尔接壤的市镇（或旧市镇、城区）包括：邦西尼、蒂耶拉什地区布赖、达尼朗贝西、阿尔西尼、普洛米永、维尼厄-奥凯。

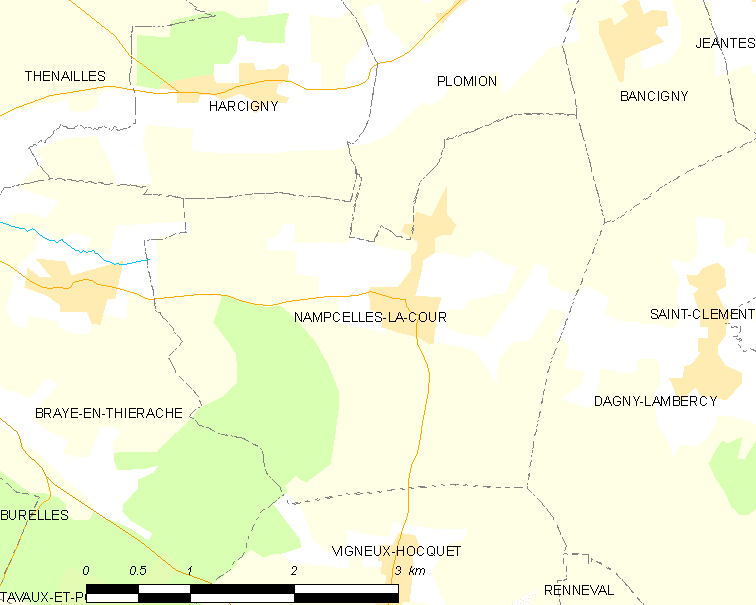
楠塞勒拉库尔的OSM定位图

楠塞勒拉库尔的时区为UTC+01:00、UTC+02:00（夏令时）。

## 行政
楠塞勒拉库尔的邮政编码为02140，INSEE市镇编码为02535。

## 政治
楠塞勒拉库尔所属的省级选区为韦尔万县。

## 人口

1962-2008年间楠塞勒拉库尔人口变化图示

楠塞勒拉库尔于2022年1月1日时的人口数量为114人。